# جم فیبروزیل
جم فیبروزیل (به انگلیسی: Gemfibrozil)
رده درمانی: داروهای کاهنده چربی خون
اشکال دارویی: قرص و کپسول

## موارد مصرف
جم فیبروزیل برای پایین آوردن کلسترول لیپوپروتئین کم چگال (LDL) و تری گلسیریدها و افزایش سطح لیپوپروتئین پرچگال (HDL) درخون استفاده می‌شود.
پدیده طوفان سیتوکین و سندرم آزادسازی سیتوکین  را کاهش می‌دهد.

## مکانیسم اثر
جم فیبروزیل از غلظت پلاسمایی تری گلیسرید لیپوپروتئین با دانسیته خیلی کم (VLDL) کاسته و غلظت پلاسمایی HDL را افزایش می‌دهد. اگر چه این دارو ممکن است میزان کلسترول تام و لیپوپروتئین با دانسیته کم (LDL) را اندکی کاهش، ولی مصرف آن در بیماران با تری گلیسرید بالا همراه با زیادی چربی خون نوع IV، اغلب منجر به افزایش قابل توجه مقدار LDL می‌شود.
این دارو ممکن است باعث مهار لیپولیز محیطی، کاهش برداشت کبدی اسیدهای چرب آزاد و کاهش ساخت گلیسریدهای کبدی، مهار ساخت آپولیپوپروتئین B که حامل  VLDL  است و افزایش کلیرانس آن و در نتیجه کاهش ساخت VLDL گردد.

## عوارض جانبی
به طور تجربی ، نفخ معده، درد معده و سوزش سر دل، بثورات جلدی و حالت تهوع یا استفراغ